# روب رايت
روب رايت هو موسيقي كندي، ولد في 11 مارس 1954 في مونتريال في كندا.

## وصلات خارجية
- روب رايت على موقع ميوزك برينز (الإنجليزية)
- روب رايت على موقع ديسكوغز (الإنجليزية)